# Goumou (Burkina Faso)
Pour les articles homonymes, voir Goumou.
Ne doit pas être confondu avec Goudou (Burkina Faso).
Goumou est une commune rurale située dans le département de Boura de la province de Sissili dans la région du Centre-Ouest au Burkina Faso.